# Hetumidi
Hetumidi (armensko Հեթումյաններ, latinizirano: Hetumian), po gradu Lampron znani tudi kot Lampronidi, so bili armenska dinastija, ki je od leta 1226 do 1341 vladala v Armenskem kraljestvu Kilikija. Prvi Hetumid, ki je prišel na oblast, je bil Hetum I. Prestol je dobil s poroko z armensko kraljico Izabelo, ki je podedovala prestol od svojega očeta Leona I.

## Zgodovina
Hetumidska dinastija je bila ustanovljena, ko je Mongolsko cesarstvo imenovalo Hetuma I., sina Konstantina Gundstabla, za vladarja Armenske Kilikije. Hetum I. je razširil ozemlje kraljestva in spletel tesne vezi z Mongolskim cesarstvom, kar mu je omogočilo ohranitev avtonomije in zaščito pred zunanjimi grožnjami. 
Pod Hetumidi je Armensko kraljestvo Kilikija doseglo svoj kulturni in gospodarski vrhunec. Dinastija je bila znana po podpiranju umetnosti, književnosti in arhitekture, kar je privedlo do gradnje veličastnih zgradb in ustvarjanja čudovitih umetniških del. Hetumidski vladarji so vzdrževali tudi zavezništva s križarji in drugimi evropskimi silami, kar je kraljestvu prineslo znatne gospodarske in politične koristi. 
Moč kraljestva je v 14. stoletju začela upadati in leta 1375 je padlo pod Mameluški sultanat. Dinastija Hetumidov je kljub propadu pustila trajno zapuščino v armenski zgodovini in kulturi. 

## Hetumidski kralji Kilikijske Armenije
- Hetum I. (1226–1270)
- Leon II. (1270–1289), sin Hetuma I.
- Hetum II. (1289–1293), sin Leona II.
- Toros III, (1293–1298), sin Leona II.
- Hetum II. (1294–1297, drugič)
- Smbat I. (1297–1299), sin Leona II.
- Konstantin III. (1299), sin Leona II.
- Hetum II. (1294–1297, tretjič), regent (1301–1307)
- Leon III. (1301–1307), sin Torosa III.
- Ošin (1307–1320), sin Leona II.
- Leon IV. (1320–1341), sin Ošina

Armenija preide pod oblast Lusignanov.

## Vir
̈* Toumanoff, C. (2010). "KAMSARAKAN". V Yarshater, Ehsan (ur.). Encyclopædia Iranica. Vol. XV/5: Ḵamsa of Jamāli–Karim Devona. London and New York: Routledge & Kegan Paul. str. 453–455. ISBN 978-1-934283-28-8.